# Alfea
Alfea is een fictieve school voor feeën uit de geanimeerde televisieserie Winx Club. Deze kostschool voor meisjes is gelegen in Magix en leid jonge meisjes op tot volwaardige feeën.

## Algemeen
Alfea is een oude kostschool voor feeën. Op deze school worden meisjes tussen de 16 en 19 jaar in 3 jaar opgeleid tot volwaardige Enxantix-feeën. Ze leren er toverspreuken, hun krachten onder controle te krijgen, te vechten tegen het kwade en ze leren hoe ze goede beschermers van hun planeet worden. Doorgaans worden enkel prinsessen of meisjes van hogere afkomst toegelaten tot deze school. 

## Onderwijs
Gedurende de drie jaar durende opleiding krijgen de studenten een hoop kennis en vaardigheden voorgeschoteld die ze onder de knie dienen te krijgen. 
In het eerste jaar van hun opleiding leren de nieuwelingen hun eigen krachten onder controle krijgen. Daarnaast leren ze te transformeren naar hun standaard vorm en krijgen ze een hoop spreuken voorgeschoteld die hun kunnen helpen in het dagelijks leven. 
In het tweede jaar is alles er op gericht om feeën hun charmix-vorm te laten bereiken. Deze tweede transformatie kunnen feeën pas verdienen nadat ze hun eigen tekortkomingen hebben overwonnen. 
Aan het einde van het derde en laatste jaar dienen leerlingen tot slot hun enchantix-vorm te bereiken, die hun buitengewone krachten geeft. Om deze vorm te bereiken dienen de feeën iemand van hun thuisplaneet te reden en hierbij zelf een zeer grote offer te brengen. Aan het einde van dit jaar studeren de feeën af en verdienen ze de titel van beschermfeeën. 

## Het schoolgebouw
Alfea is gelegen in een groot roze kasteel met blauwe daken en een groot binnenplein. Op dit plein staat er een waterput die toegang geeft tot de onderaardse tunnels die de drie scholen van Magix met elkaar verbindt. Daarnaast geeft deze waterput toegang tot een andere dimensie wanneer hij door het maanlicht wordt beschenen. Op de benedenverdieping van het gebouw bevinden zich de klaslokalen, de keuken, de eetzaal, het schoolmuseum, de serre, het muziekcafé, de hal van herinneringen en de verpleegpost. Op de eerste verdieping bevinden zich de bibliotheek, het kantoor van het schoolhoofd, de hal of enchantments, de simulatiekamer, de slaapkamers van het personeel en de slaapzalen van de leerlingen. In de noordelijke toren is het archief van Alfea gelegen, dat beschermd wordt door de pixie Concorda.
Rond de school is een magische barrière aangebracht die het voor niet magische wezens onmogelijk maakt de school te betreden. Daarnaast is er ook een andere barrière die voorkomt dat vijanden de school binnendringen. De enige toegangsweg tot de school is een poort voorzien van een gevleugelde deur. 

## Uniform
In het begin dienden zowel de staf als de leerlingen op Alfea een uniform te dragen. Het uniform bestond uit een bordeaux jurk tot op de knie met lange mouwen en hakken in dezelfde kleur. Aan de nek was de jurk voorzien van witte kant met een bordeaux strikje. Aan de linkerkant bevond zich ter hoogte van de borst het schoollogo, een gouden A. Bij de leerkrachten werden in plaats van het logo aan beide zeiden gouden krullen ter hoogte van de schouders aangebracht.  

## Stafleden
- Faragonda, hoofd van de school en eveneens leraar convergence magie.
- Mavilla, hoofd van de school toen Faragonda en Griselda er studenten waren.
- Griselda, rechterhand van Faragonda en hoofd of discipline. Daarnaast geeft ze les in nieuwe spreuken, verdediging en reflectievaardigheden.
- Professor Palladium, een elf die les geeft in toverdrankjes en eveneens de computersimulator bediend.
- Professor Wizgiz, een leprechaun die les geeft in metamorphosimbiosis (het van de ene vorm in de andere veranderen).
- De Winx, na het bekomen van hun Enxantix- status geven de Winx-feeën voor een korte periode les op Alfea.
- Professor Daphne, in het zesde seizoen van Winx Club leraar geschiedenis van magie.
- Professor DuFour, een leerkracht etiquette (komt zeer weinig in beeld).
- Professor Avalon, geeft les in magiefilosofie (een mix van magie en filosofie).
- Professor Eldora, geeft gedurende een korte periode natuurmagie op Alfea.
- Knut, komt na het eerste seizoen werken op Alfea als conciërge.
- Barbatea, de schoolbibliothecaresse.
- Ofelia, de verpleegster van de school.
- Sfoglia, de kok op Alfea.